# Cyril Mohr
Cyril Mohr (Le Havre, 1879. január 26. – Cappy, 1918. május 17.) olimpiai bajnok francia vívó.
Az 1906. évi nyári olimpiai játékokon, Athénban indult, amit később nem hivatalos olimpiává nyilvánított a Nemzetközi Olimpiai Bizottság. Ezen az olimpián egy vívószámban indult: csapat párbajtőrvívásban és olimpiai bajnok lett.